# The Biggest Dreamer
「The Biggest Dreamer」（ザ・ビッゲスト・ドリーマー）は、日本の歌手、和田光司の4枚目のシングル。発売元はNECインターチャネル（現インターチャネル）、販売元はキングレコード（NECM-12005）。

## 概要
- 「The Biggest Dreamer」は、 フジテレビ系アニメ『デジモンテイマーズ』のオープニングテーマ。
- カップリング曲「風」は和田自身が作詞した曲である。なお、「風」は『デジモンテイマーズ』に挿入歌として起用され、エンディングテロップには「KAZE」と表記された。
- 2001年4月25日、1万枚限定で『デジモンテイマーズ』のアニメ仕様ジャケット盤が販売され、1週間後の5月2日に通常盤が発売された。
- また、2001年7月4日には、劇場アニメ『デジモンテイマーズ 冒険者たちの戦い』の公開にあわせ、映画仕様ジャケット盤（期間限定盤1）として再リリースされ、さらに2002年3月6日にも、劇場アニメ『デジモンテイマーズ 暴走デジモン特急』の公開にあわせ、映画仕様ジャケット盤（期間限定盤2）として重ねて、再リリースされた。
- なお、期間限定盤の収録曲が変化している。期間限定盤1では、ボーナストラックとしてクルモン（声：金田朋子）が歌う「♪ポケットクルモンのうた」が加えて収録され、期間限定盤2ではカップリング曲「風」が収録から外れ、代わって新曲「笑顔」と「Butter-Fly」の劇場サイズ・バージョンが収録された。

## 収録曲

### 通常盤
1. The Biggest Dreamer [3:50]
作詞：山田ひろし、作曲・編曲：太田美知彦
  - フジテレビ系アニメ『デジモンテイマーズ』オープニングテーマ
2. 風 [3:53]
作詞：和田光司、作曲：大久保薫、編曲：渡部チェル
  - フジテレビ系アニメ『デジモンテイマーズ』挿入歌
3. The Biggest Dreamer（Original Karaoke）
4. 風（Original Karaoke）

### 期間限定盤1
1. The Biggest Dreamer [3:50]
  - 東映配給アニメ映画『デジモンテイマーズ 冒険者たちの戦い』オープニングテーマ
2. 風 [3:53]
3. The Biggest Dreamer（Original Karaoke）
4. 風（Original Karaoke）
5. ♪ポケットクルモンのうた [0:16]
クルモン（金田朋子）
作詞・作曲・編曲：福井弘武
  - PlayStation用ソフト『デジモンテイマーズ ポケットクルモン』CMソング

### 期間限定盤2
1. The Biggest Dreamer [3:50]
  - 東映配給アニメ映画『デジモンテイマーズ 暴走デジモン特急』オープニングテーマ
2. 笑顔 [5:13]
作詞・作曲：和田光司、編曲：太田美知彦
3. Butter-Fly -劇場サイズ- [1:06]
作詞・作曲：千綿偉功、編曲：渡部チェル
4. The Biggest Dreamer（Original Karaoke）

## 収録アルバム
- The Biggest Dreamer
all of my mind
デジモンテイマーズ シングルベストパレード
The Best Selection〜Welcome Back!
DIGIMON HISTORY 1999-2006 ALL THE BEST
DIGIMON MOVIE SONG COLLECTION
DIGIMON SONG BEST OF KOJI WADA
- 風
all of my mind
デジモンテイマーズ シングルベストパレード
The Best Selection〜Welcome Back!
re-fly (re-fly ver.)
- 笑顔
all of my mind

## カバー
- 佐咲紗花 - 『SAYAKAVER.』（2015年）収録